# والای
والای (به مجاری:  Vállaj) یک منطقهٔ مسکونی در مجارستان است که در ناحیه ماته‌سالکا واقع شده‌است. والای ۲۲٫۲۷ کیلومتر مربع مساحت و ۱٬۱۲۰ نفر جمعیت دارد.